# Gmina miejska Murska Sobota
Gmina miejska Murska Sobota (słoweń.: Mestna občina Murska Sobota) – gmina w Słowenii. W 2002 roku liczyła 20100 mieszkańców.

## Miejscowości
Miejscowości wchodzące w skład miejskiej Murska Sobota:

- Bakovci
- Černelavci
- Krog
- Kupšinci
- Markišavci
- Murska Sobota
- Nemčavci
- Polana
- Pušča
- Rakičan
- Satahovci
- Veščica